# Kanton Sevran
Kanton Sevran is een kanton van het Franse departement Seine-Saint-Denis. Kanton Sevran maakt deel uit van het arrondissement Le Raincy en telde 87 846 inwoners in 2017.

## Gemeenten
Het kanton Sevran omvatte tot 2014 enkel de gemeente Sevran.
Bij de herindeling van de kantons door het decreet van 21 februari 2014, met uitwerking op 22 maart 2015, werd het kanton uitgebreid met de gemeente Villepinte.